# Евнух
Евнухът е мъж, чиито тестиси са частично или изцяло отстранени в резултат на хирургическа операция или по случайност. Чрез кастрирането се предотвратява половата функция на мъжа, както и отделянето на сперматозоиди и важни хормони, при което се променят външните полови белези и гласът.
В миналото евнусите са служели като пазачи на харема на турския султан или на китайския император. Евнусите в харема на турския султан обикновено са били негри от Судан, кастрирани като момчета. Евнуси е имало и в други хареми в Близкия изток, където са работели като обслужващ персонал, без да застрашават потомството и жените на владетеля.
През Средните векове (а дори и в днешно време) в Европа кастрирането на малки момчета преди пубертета се е практикувало с цел да запазят красив и мелодичен глас на певци-кастрати, който е характерен и наподобява видовете женски сопран (колоратурен, драматичен, лиричен и др.). Този вид осакатяване в името на певческото изкуство е отразено много добре в известния филм на тази тема „Фаринели“ („Фаринели ил кастрато“).
В някои страни като Индия, Русия и др. е имало (а и сега се срещат) т.нар. секти на кастратите, където кастрирането на мъже става по религиозни и други фанатични съображения, трудно обясними за обикновените хора.